# SpeedCommander

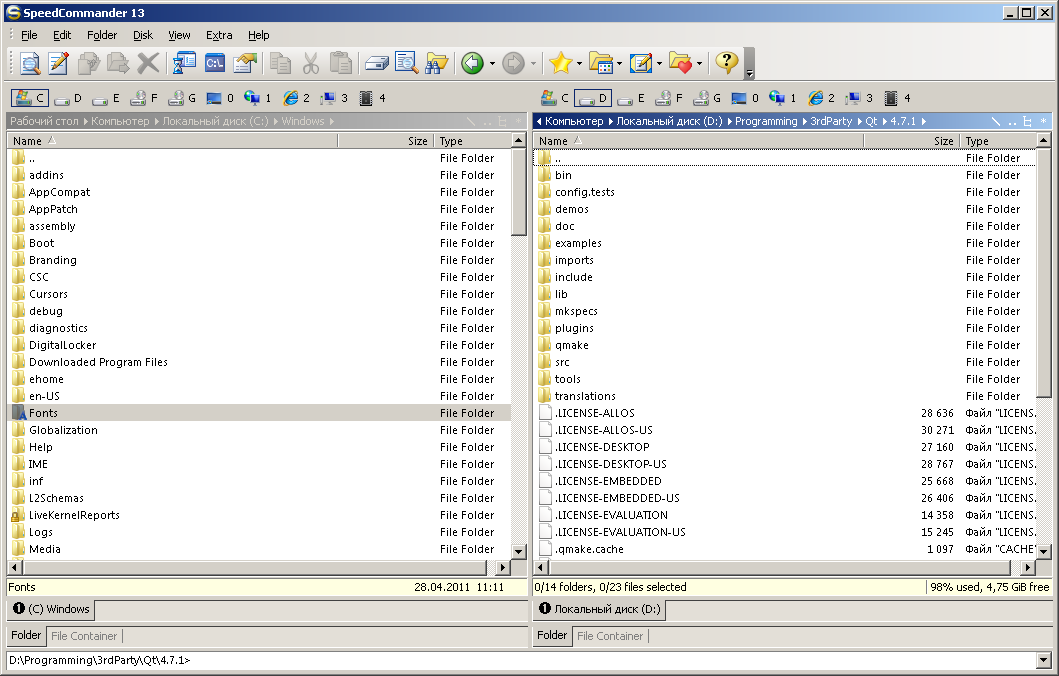
Hauptfenster des SpeedCommander-Dateimanagers

SpeedCommander ist ein Dateimanager für Windows und wird zu den Norton-Commander-Klonen gezählt. Typisch für diese Art von Dateimanagern ist, dass sie vollständig über die Tastatur bedient werden können, wobei sich ein Quasi-Standard der Tastenbelegungen herausgebildet hat, der vom MS-DOS-Original abgeleitet ist.

## Entwicklung
Die erste Version wurde im Mai 1993 fertiggestellt und gelangte im September 1993 in den Verkauf. In den neueren Versionen lässt sich die Oberfläche und Bedienung so weit verändern, dass bei weitestgehender Beibehaltung der erweiterten Leistungsfähigkeit das Look and Feel des Windows-Explorers nachempfunden werden kann.
Neben dem Dateimanager und der Möglichkeit der Einbindung weiterer Programme bietet SpeedCommander einige integrierte Tools, darunter einen Texteditor (SpeedEdit), einen Multiformat-Betrachter, einen Dateipacker und andere gängige Werkzeuge.

## Funktionen
Zu den Funktionen der Standard-Variante gehören:
- Voll integrierte Unterstützung für alle gängigen Archivierungsformate sowie ein eigenes Archivformat (SQX)
- FTP-Client mit SFTP- und SSL-Unterstützung
- Integration des Internet Explorers
- Brotkrümelnavigation
- Dateisynchronisation
- Mehrfaches Umbenennen
- Dateisuche
- Sicheres Löschen von Dateien
- Integrierte Kommandozeile

SpeedCommander Pro
Seit Version 15 wird auch eine Pro-Variante des SpeedCommander angeboten. Zusätzlich zum Funktionsumfang der Standard-Variante gibt es für einen Aufpreis von 20 € unter anderem Brennfunktionen und den Zugriff auf Cloudspeicher.

## Kompatibilität
SpeedCommander bietet vollständige Unicode-Unterstützung und läuft auf allen Windows-Versionen ab Windows 7. Es gibt Installationspakete für 32- und für 64-Bit-Systeme.